# Parc Chauveau

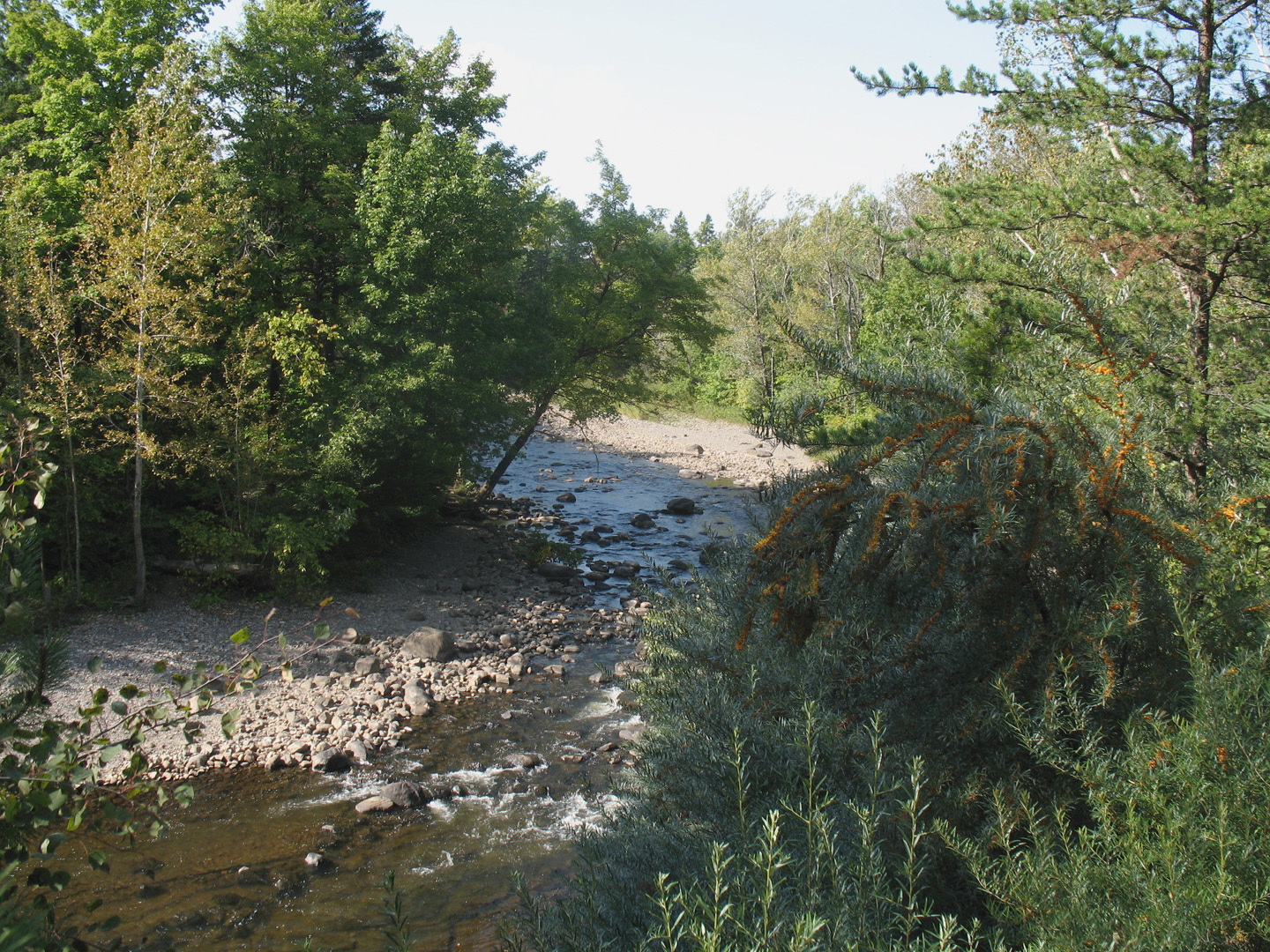
Der Rivière Saint-Charles fließt durch den Park

Der Parc Chauveau ist ein Park in der kanadischen Stadt Québec. Er befindet sich im Nordwesten des Arrondissements Les Rivières und wird vom stark mäandrierenden Rivière Saint-Charles durchflossen. Gekreuzt wird er vom Parc linéaire des rivières Saint-Charles et du Berger, der dem Ufer dieses Flusses folgt.
Mit einer Fläche von 120 Hektar ist der Parc Chauveau die größte Parkanlage der Stadt. Er ist zu rund 60 % bewaldet. Von Dezember bis März werden Langlauf-Loipen mit einer Gesamtlänge von zehn Kilometern gespurt, in den übrigen Monaten stehen Rad- und Wanderwege sowie verschiedene Sportanlagen zur Verfügung. Am südlichen Rand des Parks steht seit 2009 eine ganzjährig nutzbare Fußballhalle; die Holzkonstruktion kostete 18 Millionen CAD.
Benannt ist der Park nach Pierre-Joseph-Olivier Chauveau, dem ersten Premierminister der Provinz Québec. Ihm zu Ehren wurde 2005 eine Büste enthüllt.